# Preußisch-Italienischer Allianzvertrag
Der Preußisch-Italienische Allianzvertrag wurde am 8. April 1866 in Berlin zwischen dem Königreich Preußen und dem Königreich Italien geschlossen. Mit dem Vertrag gingen beide Staaten ein Offensiv- und Defensivbündnis ein: Gerichtet war es im Kriegsfall gegen das Kaisertum Österreich. Es sollte für drei Monate gelten und dann ablaufen, sollte es nicht zum Krieg kommen. Bereits eine Woche später erfolgte der Austausch der Ratifikationsurkunden durch Vertreter beider Staaten. Der Vertrag war geheim gehalten worden, da er gegen ein Mitglied des Deutschen Bundes gerichtet war und damit gegen Bundesrecht verstieß.
Tatsächlich eskalierte im Juni der Konflikt zwischen Preußen und Österreich um das gemeinsame Kondominium in Schleswig-Holstein. Österreich, das ein Bündnis mit Frankreich geschlossen hatte, geriet in einen Zweifrontenkrieg. Der Allianzvertrag wurde also bedeutsam für den Deutschen Krieg.

## Vorgeschichte
Nachdem sich die Spannungen zwischen Österreich und Preußen Anfang des Jahres 1866 um den zukünftigen Status der sogenannten „Elbherzogtümer“ Schleswig, Holstein und Lauenburg erheblich verschärften, suchten beide Seiten Bündnispartner für den Fall einer bewaffneten Auseinandersetzung. Bereits im März reiste der italienische General Giuseppe Govone im Auftrag der italienischen Regierung nach Berlin, um über einen Bündnisvertrag mit dem preußischen Ministerpräsidenten Otto von Bismarck zu verhandeln. Am 14. März kam es zu einem ersten Treffen, bei dem beide Seiten ihre Positionen darlegten.
Govone erklärte, dass, falls es zum Krieg zwischen Preußen und Österreich kommen sollte, Italien bereit wäre, unter gewissen Bedingungen an der Seite Preußens in den Krieg einzutreten, um eine Lösung der Venetischen Frage herbeizuführen. Das Königreich Lombardo-Venetien gehörte zum Kaisertum Österreich, wurde aber von Italien beansprucht. Die Verhandlungen zogen sich über mehrere Tage hin. Erst nach einer erneuten Verschärfung der Preußisch-Österreichischen Beziehungen Anfang April 1866 und der wohlwollenden Haltung Napoleons III. entschloss sich Italien am 8. April zur Unterzeichnung des Allianzvertrages. Dem Vertrag war ein Protokoll beigefügt, worin sich beide Mächte die Geheimhaltung des Inhalts und der Existenz des Abkommens zusagten.
Das Königreich Preußen verstieß mit dem Abschluss des Bündnisses gegen Artikel XI, Absatz 3 der Deutschen Bundesakte, der die Bundesstaaten verpflichtete, keine Verbindungen einzugehen, die gegen die Sicherheit des Deutschen Bundes bzw. einzelner Bundesstaaten gerichtet ist. Auch Österreich missachtete Bundesrecht mit dem Abschluss eines Vertrags mit Frankreich (Österreichisch-Französischer Geheimvertrag vom 12. Juni 1866), das seine Neutralität zum Preis der Abtretung Venetiens gewährte und in der Folge potentielle preußische Gebietsverluste billigte.
Tatsächlich begannen während der Gültigkeit des Vertrags der Deutsche Krieg zwischen Preußen und dem von Österreich dominierten Deutschen Bund sowie der Dritte Italienische Unabhängigkeitskrieg zwischen Italien und Österreich. Nach der siegreichen Beendigung des Deutschen Krieges durch Preußen sollte Österreich gemäß den Bestimmungen von Artikel II des Prager Friedens (23. August 1866) Venetien an Italien abtreten. Die Regelung wurde dann im Frieden von Wien (3. Oktober 1866) zwischen Österreich und Italien bestätigt. In Artikel III des Wiener Friedensvertrages trat Österreich Venetien endgültig an Italien ab.

## Vollständiger Inhalt
„Ihre Majestäten der König von Preußen und der König von Italien, beseelt von dem Wunsche, die Garantien des allgemeinen Friedens zu befestigen, und in Rücksicht auf die Bedürfnisse und berechtigten Bestrebungen ihrer Nationen, haben, um die Artikel einer Offensiv- und Defensiv-Allianz zu regeln, zu Ihren mit Instruktionen versehenen Bevollmächtigten ernannt.“
Artikel 1 „Es wird Freundschaft und Bündniß zwischen Seiner Majestät dem König von Preußen und Seiner Majestät dem König von Italien bestehen.“
Artikel 2 „Wenn die Unterhandlungen, welche Seine Majestät dem König von Preußen mit den anderen deutschen Regierungen in Absicht auf eine den Bedürfnissen der deutschen Nation entsprechende Reform der Bundesverfassung eröffnet hat, scheitern sollte, und in Folge dessen Seine Majestät in die Lage kämen, die Waffen zu ergreifen, um seine Vorschläge zur Geltung zu bringen, so wird Seine italienische Majestät, nach der von Preußen ergriffenen Initiative, sobald sie davon benachrichtigt sein wird, in Kraft des jetzigen Vertrages den Krieg gegen Österreich erklären.“
Artikel 3 „Von diesem Augenblick an wird der Krieg von Ihren Majestäten mit allen Kräften geführt werden, welche die Vorsehung zu ihrer Verfügung gestellt hat, und weder Italien noch Preußen werden Frieden oder Waffenstillstand ohne gegenseitige Zustimmung schließen.“
Artikel 4 „Diese Zustimmung kann nicht verweigert werden, wenn Österreich eingewilligt hat, an Italien das lombardisch-venetianische Königreich und an Preußen österreichische Landstriche, die an Bevölkerung diesem Königreich gleichwertig sind, abzutreten.“
Artikel 5 „Dieser Vertrag erlischt drei Monate nach seiner Unterzeichnung, wenn in diesen drei Monaten der in Artikel 2 vorgesehenen Fall nicht eingetreten ist, nämlich, daß Preußen nicht den Krieg an Österreich erklärt hat.“
Artikel 6 „Wenn die österreichische Flotte, deren Rüstung jetzt sich vollzieht, vor der Kriegserklärung das Adriatische Meer verläßt, wird Seine italienische Majestät eine hinlängliche Zahl von Schiffen in die Ostsee senden, die dort Station nehmen wird, um zur Vereinigung mit der preußischen Flotte beim Ausbruch der Feindseligkeiten bereit zu sein.“

## Belege
1. 1 2 3  Heinrich von Sybel: Die Begründung des Deutschen Reiches durch Wilhelm I. Band 4, Seiten 293–313
2. ↑  Johannes Kunisch: Forschungen zur Brandenburgischen und Preußischen Geschichte - Bismarck und seine Zeit. Seite 69
3. ↑  Deutsche Bundesakte, Artikel XI, Absatz 3: Die Bundes-Glieder behalten zwar das Recht der Bündnisse aller Art; verpflichten sich jedoch, in keine Verbindungen einzugehen, welche gegen die Sicherheit des Bundes oder einzelner Bundesstaaten gerichtet wären.
4. ↑  Jürgen Angelow: Von Wien nach Königgrätz. Oldenbourg, München 1996; ISBN 3-486-56143-X. Seite 247.
5. ↑  Prager Frieden, Artikel II: Behufs Ausführung des Artikels VI der in Nikolsburg am 26. Juni dieses Jahres abgeschlossenen Friedenspräliminarien und nachdem Seine Majestät der Kaiser der Franzosen durch seinen bei Seiner Majestät dem König von Preußen beglaubigten Botschafter amtlich zu Nikolsburg, am 29. Juli ejusdem, hat erklären lassen: »Qu'en ce qui concerne le Gouvernement de l'Empereur, la Vénétie est acquise à l'Italie pour lui etre remise à la paix«, - tritt Seine Majestät der Kaiser von Österreich dieser Erklärung auch Seiner Seits bei und giebt Seine Zustimmung zu der Vereinigung des Lombardo-Venetianischen Königreichs mit dem Königreich Italien ohne andere lästige Bedingungen, als die Liquidirung derjenigen Schulden, welche als auf den abgetretenen Landestheilen haftend, werden anerkannt werden, in Übereinstimmung mit dem Vorgange des Traktats von Zürich.
6. ↑  Frieden von Wien, Artikel III: Seine Majestät der von Kaiser von Österreich gibt seine Zustimmung zur Vereinigung des lombardisch-venetianischen Königreiches mit dem Königreiche Italien.
7. ↑  Michael Stürmer: Die Reichsgründung. in: Deutsche Geschichte der neuesten Zeit. Seiten 140–142.